# قره‌قوجالی (شمکور)
قره‌قوجالی (به لاتین: Qaraqocalı) یک منطقه مسکونی در جمهوری آذربایجان است که در شهرستان شمکور واقع شده‌است. قره‌قوجالی ۶۲۵ نفر جمعیت دارد.